# Mel Tillis
Lonnie Melvin Tillis (8 de agosto de 1932-19 de noviembre de 2017) fue un cantante y compositor de música country estadounidense. Aunque grabó canciones desde finales de la década de 1950, su mayor éxito se produjo en la década de 1970 como parte del movimiento outlaw country, con una larga lista de éxitos en el Top 10.

## Primeros años
Mel Tillis nació en Tampa, Florida, Estados Unidos. Sus padres eran Burma (de soltera Rogers; 1907-1990) y Lonnie Lee Tillis (1907-1981). Cuando aún era joven, la familia se trasladó a Pahokee, Florida (cerca de West Palm Beach). Tras un ataque de malaria durante su infancia, desarrolló una tartamudez. De niño, Tillis aprendió a tocar la batería y la guitarra. A los 16 años, ganó un concurso de talentos local.
Asistió a la Universidad de Florida, pero abandonó los estudios y se alistó en la Fuerza aérea de Estados Unidos. Mientras estaba destinado como panadero en Okinawa, formó una banda llamada The Westerners, que tocaba en clubes nocturnos locales.

## Carrera

### Comienzos
Tras dejar las Fuerzas Aéreas en 1955, Tillis regresó a Florida, donde realizó varios trabajos ocasionales, hasta que encontró empleo en la Atlantic Coast Line Railroad de Tampa. Utilizó su pase de tren para visitar Nashville y finalmente conoció a Wesley Rose, de la editorial Acuff-Rose Music, y le hizo una prueba. Rose animó a Tillis a volver a Florida y a seguir perfeccionando sus habilidades como compositor.
Finalmente, Tillis se trasladó a Tennessee y empezó a escribir canciones a tiempo completo. Escribió "I'm Tired", un éxito country número 3 para Webb Pierce en 1957. Otros éxitos de Tillis son "Honky Tong Song" y "Tupelo County Jail". Ray Price y Brenda Lee también consiguieron éxitos con el material de Tillis en esta época. A finales de los años 50, tras convertirse en un compositor de éxito, firmó su propio contrato con Columbia Records. En 1958 tuvo su primer éxito en el Top 40, "The Violet and a Rose", seguido por el Top 25 "Sawmill".

### El ascenso a la fama
Aunque Tillis consiguió sus propios éxitos en la lista de Hot Country Songs de Billboard, tuvo más éxito como compositor, especialmente para Webb Pierce. Escribió los éxitos "I Ain't Never" (futuro éxito de Tillis) y "Crazy, Wild Desire". Bobby Bare, Tom Jones ("Detroit City"), Wanda Jackson y Stonewall Jackson también versionaron sus canciones. (Algunas canciones conocidas de sus años en Columbia son "The Brooklyn Bridge", "Loco Weed" y "Walk on, Boy"). Tillis continuó grabando por su cuenta, pero al principio no consiguió grandes éxitos en las listas de éxitos de country.
A mediados de la década de 1960, Tillis cambió a Kapp Records, y en 1965 obtuvo su primer éxito en el Top 15 con "Wine". Siguieron otros éxitos, como "Stateside" y "Life Turned Her That Way", que luego versionó Ricky Van Shelton en 1988, llegando al número 1. Escribió para Charley Pride ("The Snakes Crawl At Night") y escribió "Ruby, Don't Take Your Love to Town", que fue un éxito para Kenny Rogers y The First Edition.
También escribió el éxito "Mental Revenge" para la estrella del country proscrito Waylon Jennings. También ha sido versionada por los Hacienda Brothers, Linda Ronstadt, Gram Parsons, Barbara Mandrell y Jamey Johnson. En 1968, Tillis consiguió su primer éxito en el Top 10 con "Who's Julie". También fue un cantante habitual en The Porter Wagoner Show.

### El apogeo de su carrera
Las cosas cambiaron en 1969 para Tillis. Por fin consiguió el éxito que siempre había deseado con dos éxitos country en el Top 10, "These Lonely Hands of Mine" y "She'll Be Hanging Around Somewhere". En 1970, alcanzó el Top 5 con "Heart Over Mind", que llegó al n.º 3 de la lista Hot Country Songs. Después de esto, la carrera de Tillis como cantante de country entró en pleno apogeo. Los éxitos no tardaron en llegar, como "Heaven Everyday" (1970), "Commercial Affection" (1970), "Arms of a Fool" (1970), "Take My Hand" (a dúo con Sherry Bryce en 1971), y "Brand New Mister Me" (1971). 
En 1972, Tillis consiguió su primer éxito en las listas de éxitos con su versión de su canción "I Ain't Never". Aunque la canción fue previamente un éxito de Webb Pierce, la versión de Tillis es la más conocida de las dos. La mayoría de los éxitos de las canciones mencionadas se grabaron en MGM Records, la compañía discográfica de Tillis a principios de la década.
Tras el éxito de "I Ain't Never", Tillis tuvo otro éxito, que se acercó al número 1 (llegando al número 3), titulado "Neon Rose", seguido de "Sawmill", que alcanzó el número 2. "Midnight, Me and the Blues" fue otro éxito que estuvo a punto de alcanzar el número 1 en 1974. Otros éxitos de Tillis en MGM son "Stomp Them Grapes" (1974), "Memory Maker" (1974), "Woman in the Back of My Mind" (1975) y su versión de "Mental Revenge" (1976). 
Tillis alcanzó su mayor éxito con MCA Records, con la que firmó en 1976. Comenzó con un par de éxitos número 1 en 1976, "Good Woman Blues" y "Heart Healer". En una entrevista, mencionó haber escrito cinco éxitos en una semana. Gracias a este éxito, en 1976 Tillis ganó el premio más codiciado de la Asociación de Música Country, el de Artista del Año, y ese mismo año fue incluido en el Salón de la Fama de Compositores de Nashville. En 1977 apareció en el programa de juegos Match Game.
Consiguió otro número 1 en 1978 con "I Believe In You" y, de nuevo, en 1979 con "Coca-Cola Cowboy", que se incluyó en la película de Clint Eastwood Every Which Way but Loose, en la que también hizo un cameo. También en 1978, Tillis copresentó una serie de variedades de corta duración en la televisión ABC, Mel and Susan Together, con la modelo Susan Anton. Otros éxitos de esta época fueron "Send Me Down to Tucson", "Ain't No California" y "I Got the Hoss". A mediados de 1979, Tillis cambió de compañía discográfica, Elektra Records.
Tras firmar con Elektra, continuó haciendo canciones de éxito como "Blind In Love" y "Lying Time Again", ambos éxitos en 1979. Hasta 1981, Tillis se mantuvo en la cima como uno de los vocalistas más exitosos de la música country de la época. "Your Body Is an Outlaw" llegó al número 3 en 1980, seguido de otro éxito en el Top 10, "Steppin' Out". "Southern Rains", en 1981, fue su último número 1. Ese mismo año, lanzó Mel and Nancy, un álbum de duetos con Nancy Sinatra, que dio lugar a dos sencillos de éxito, el Top 30 "Texas Cowboy Night" y la doble cara A, "Play Me or Trade Me/Where Would I Be".
Permaneció con Elektra hasta 1982 antes de volver a MCA durante un breve periodo en 1983. Ese verano, consiguió un éxito en el Top 10 con "In The Middle Of The Night" y tuvo su último éxito en el Top 10 con "New Patches" en 1984. Para entonces, sin embargo, Tillis había construido un imperio financiero, gracias a la inversión en empresas editoras de música como Sawgrass y Cedarwood. 
También apareció en películas, como Cottonpickin' Chickenpickers (1967), W.W. and the Dixie Dancekings (1975), Smokey and the Bandit II (1980), The Cannonball Run (1981), The Cannonball Run II (1984), Beer for My Horses (2008), y los westerns de comedia The Villain (1979) y Uphill All the Way (1986), que protagonizó junto al también cantante country Roy Clark.
En 1979, adquirió la emisora de radio KIXZ (AM) de Amarillo, Texas, de Sammons-Ruff Associates, que pasó de los 40 Principales a la música country y se convirtió en una fuerza en la región del Panhandle de Texas (la emisora se conoce hoy como una emisora de noticias/voz). Poco después, Tillis adquirió la emisora de Rock FM KYTX de Amarillo (Texas), que cambió su nombre por el de KMML (un juego de palabras con el tartamudeo de Tillis) (esa emisora se conoce hoy como KXSS-FM, una emisora de Top 40 y actualmente sigue siendo una emisora hermana de KIXZ). Más tarde, dirigió la emisora WMML en Mobile, Alabama. Todas sus emisoras se vendieron después de un tiempo para obtener un buen rendimiento. Firmó brevemente con RCA Records, así como con Mercury Records, y más tarde con Curb Records en 1991. Para entonces, su éxito en las listas de éxitos se había desvanecido.

### Carrera y proyectos posteriores
Tras su apogeo en la década de 1970, Tillis siguió siendo compositor en la década de 1980, escribiendo éxitos para Ricky Skaggs y Randy Travis. También escribió su autobiografía titulada Stutterin' Boy. Tillis apareció como portavoz de anuncios de televisión de la cadena de restaurantes de comida rápida Whataburger durante la década de 1980.
Siguió grabando y teniendo éxitos ocasionales a lo largo de la década, siendo su último éxito entre los 10 primeros en 1984 y su último éxito country entre los 40 primeros en 1988; como la mayoría de los artistas country de la era clásica, su carrera discográfica se vio mermada por los cambios en la industria de la música country a principios de la década de 1990. 
También construyó un teatro en Branson, Misuri, donde actuó regularmente hasta 2002. En 1998, se asoció con Bobby Bare, Waylon Jennings y Jerry Reed para formar The Old Dogs. El grupo grabó un álbum doble de canciones escritas íntegramente por Shel Silverstein. En julio de 1998, se publicaron los volúmenes 1 y 2 de Old Dogs en el sello Atlantic Records. También se publicaron un vídeo de acompañamiento y un álbum de Grandes Éxitos (compuesto por material publicado anteriormente por cada artista).
El Grand Ole Opry admitió a Tillis el 9 de junio de 2007. Su hija Pam lo introdujo en el Opry (en la década de 1990, Pam se convirtió en una cantante de música country de gran éxito por derecho propio, con éxitos en el Top 10 como "Maybe It Was Memphis", "Shake the Sugar Tree" y el número uno "Mi Vida Loca"). Además de entrar en el Grand Ole Opry, el 7 de agosto de ese año se anunció que Tillis, junto con Ralph Emery y Vince Gill, entraría en el Salón de la Fama del Country.
El 13 de febrero de 2012, el presidente Barack Obama concedió a Tillis la Medalla Nacional de las Artes por su contribución a la música country.

### Vida personal y fallecimiento
Tillis tuvo seis hijos, entre ellos la cantautora Pam Tillis. Pam grabó para Arista Nashville en la década de 1990, donde obtuvo múltiples éxitos de country como "Mi Vida Loca" y "Maybe It Was Memphis". Su hijo Mel "Sonny" Tillis Jr. también es compositor. Sonny coescribió el éxito de Jamie O'Neal en 2001, "When I Think About Angels".
Tillis sufrió varias enfermedades a partir de enero de 2016. El 19 de noviembre de 2017 falleció de una insuficiencia respiratoria en Ocala, Florida, a los 85 años. Después de esto, Sonny Tillis comenzó a hacer giras como acto de homenaje a su padre.

## The Statesiders
The Statesiders fue la banda de acompañamiento de Mel durante mucho tiempo. Se llamaron así por su éxito de 1966 "Stateside". Entre 1969 y 1980 se publicaron 14 álbumes de estudio y 4 álbumes en directo acreditados a Mel Tillis and the Statesiders, y The Statesiders publicaron un álbum de estudio por su cuenta en 1975. Varios músicos notables han actuado como Statesiders, como Buddy Cannon, Paul Franklin, Hoot Hester y Jimmy Belken de The Strangers. Aunque muchos otros miembros han tocado con ellos durante su carrera desde 1967 hasta 2017.